# Cercanías Madrid
| Unknown BSicon "INT-L" | Unknown BSicon "INT-R" |

| Unknown BSicon "tSTRa" | Unknown BSicon "tSTRa" |

| Unknown BSicon "tINT-L" | Unknown BSicon "tINT-R" |

| Unknown BSicon "tSTR" | Unknown BSicon "tBHF" |

| Unknown BSicon "tBHF" | Unknown BSicon "tSTR" |

| Unknown BSicon "tINT-L" | Unknown BSicon "tINT-R" |

| Unknown BSicon "tSTRe" | Unknown BSicon "tSTRe" |

| Unknown BSicon "INT-L" | Unknown BSicon "INT-R" |

| Unknown BSicon "tSTRa" | Unknown BSicon "tSTRa" |

| Unknown BSicon "tINT-L" | Unknown BSicon "tINT-R" |

| Unknown BSicon "tSTR" | Unknown BSicon "tBHF" |

| Unknown BSicon "tBHF" | Unknown BSicon "tSTR" |

| Unknown BSicon "tINT-L" | Unknown BSicon "tINT-R" |

| Unknown BSicon "tSTRe" | Unknown BSicon "tSTRe" |

Cercanías Madrid är den pendeltågstrafik som betjänar Madrid, Spaniens huvudstad, och dess närområde. Trafiken drivs av Cercanías Renfe, som är pendeltågsdelen av RENFE, det företag som tidigare hade monopolrätt på järnvägstrafik i Spanien. Totala spårlängden uppgår till 370 km, med totalt 90 stationer, 1 385 tågtransporter per dag (en arbetsdag), och ett antal resande som uppgick till 880 000 passagerare. Trafiken betjänas av 1 300 anställda. Tågen går i en 7 km lång pendeltågstunnel i centrala staden, Túnel de la risa, från 1967.
Trafiknätet har för närvarande en utsträckning som omfattar i praktiken hela Madridområdet och når även samhällen i Kastilien-La Mancha, Toledoprovinsen och Segoviaprovinsen. Pendeltågsnätet ger möjlighet till tågbyte till Madrids tunnelbana på mer än 20 stationer.

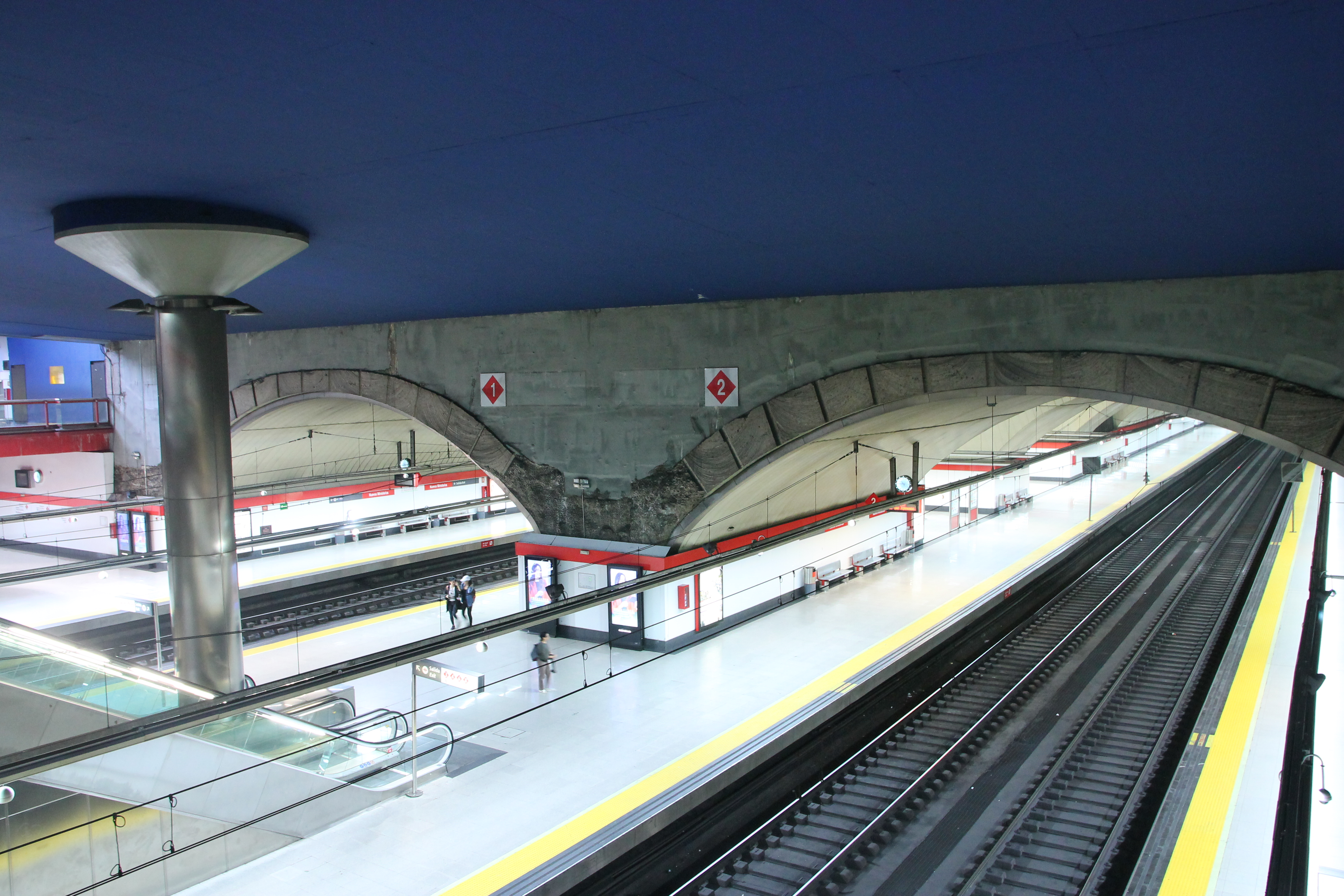
Nuevos Ministerios
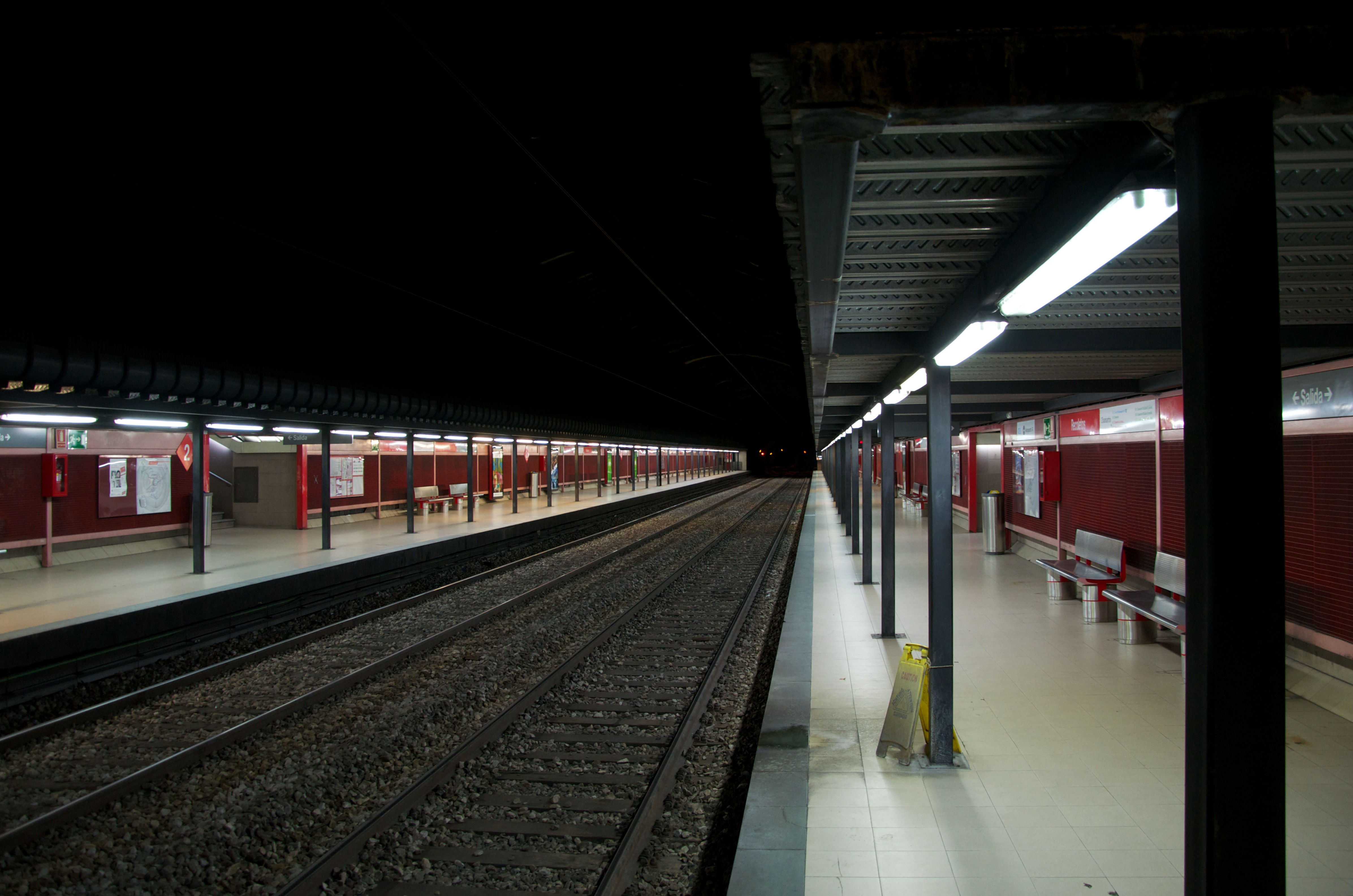
Recoletos
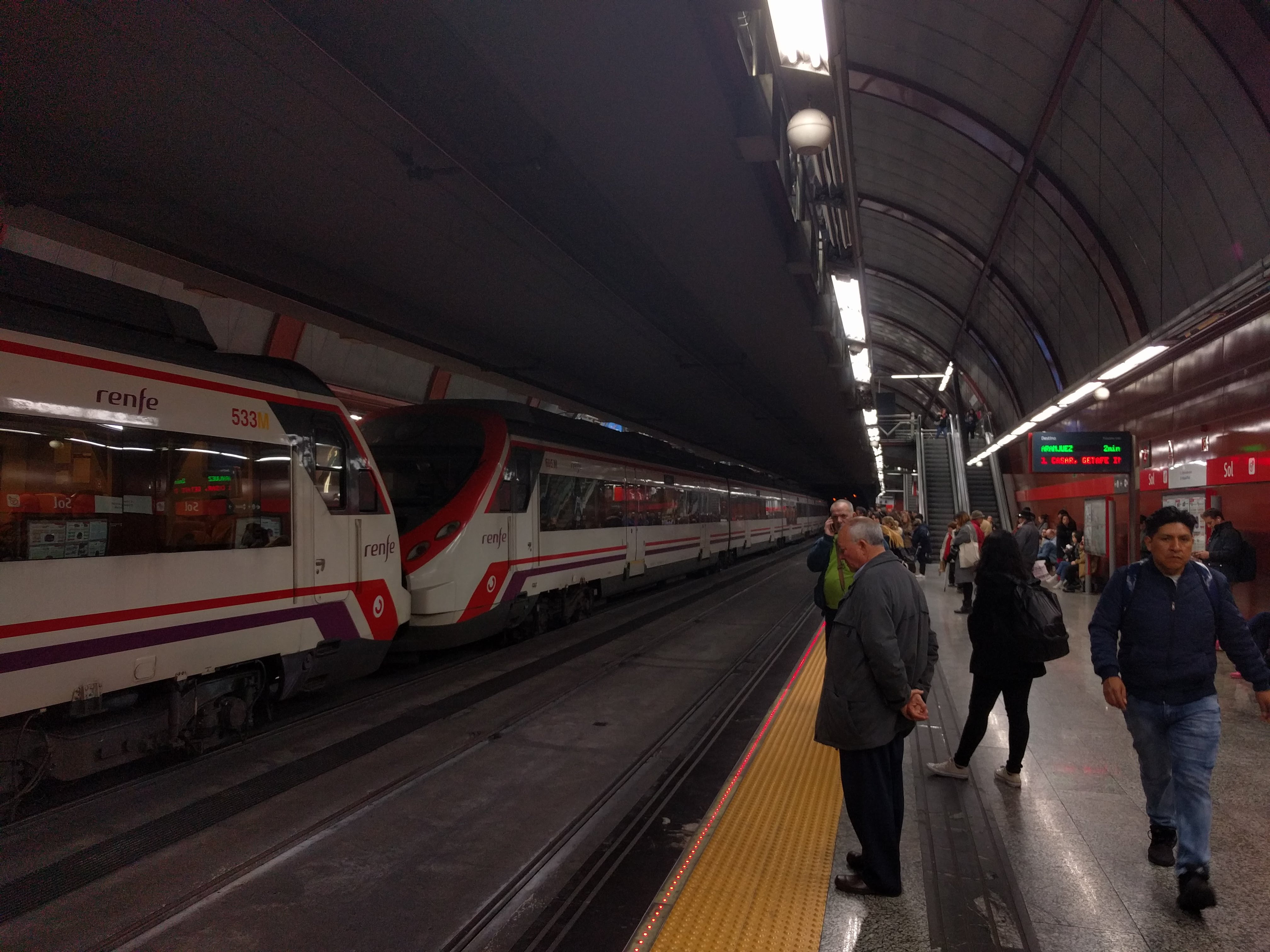
Sol
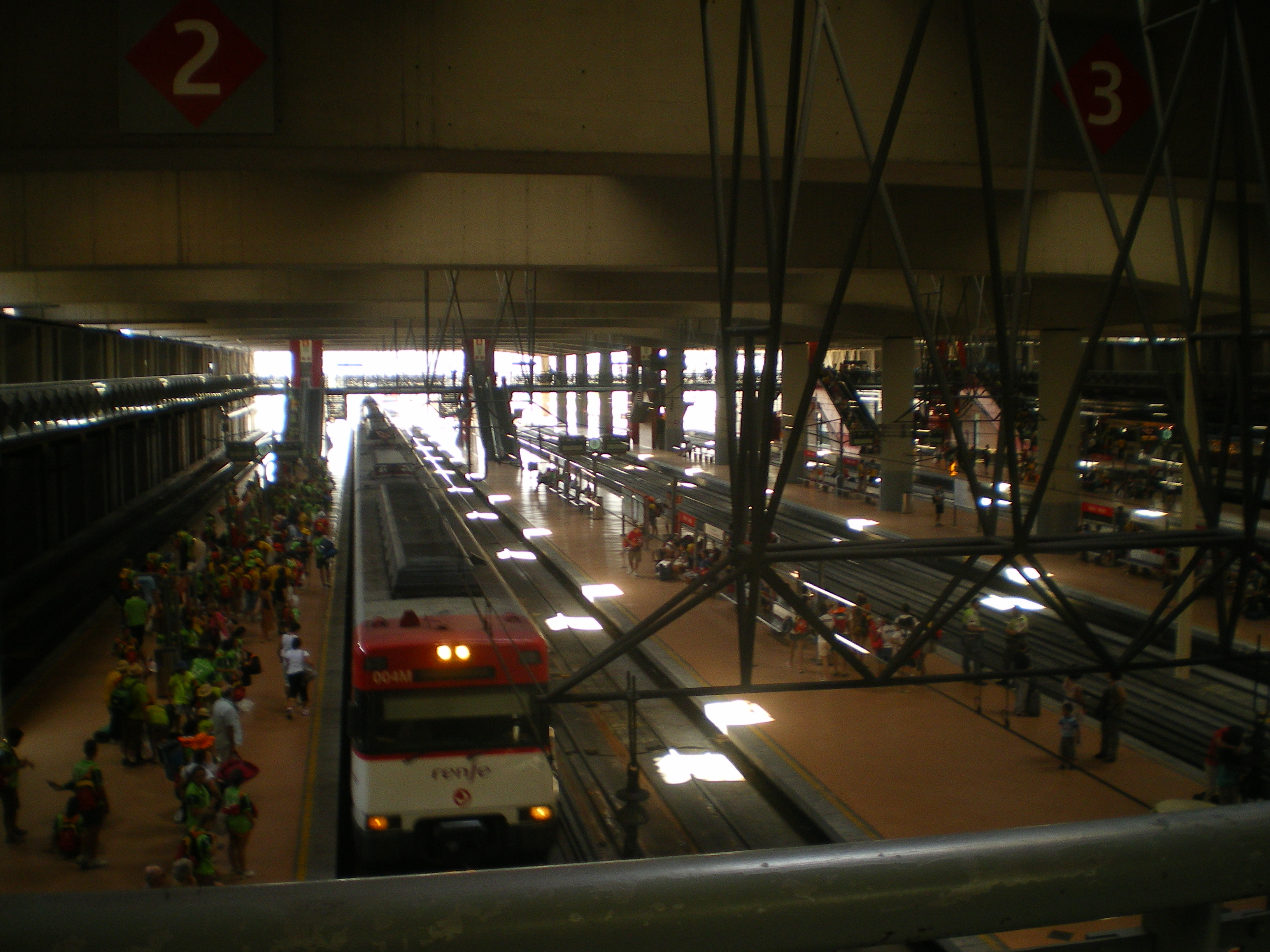
Atocha